# 슈퍼미니 2
《슈퍼미니 2》(프랑스어: Minuscule 2 - Les mandibules du bout du monde)는 2018년 공개된 프랑스의 애니메이션 영화이다.

## 줄거리
숲속 친구들의 새로운 모험!
산 넘고 물 건너, 이번엔 바다!
겨울나기 준비가 한창인 숲속 친구들.
흑개미 ‘틈틈이’와 그의 친구들은, 인간 세상에서 달콤한 ‘절대 설탕’을 공수하던 중
숙적인 불개미 ‘욕심이’ 일당을 다시 만나고 위기에 빠지게 된다!
‘틈틈이’를 구하러 온 무당벌레 ‘땡글이’. 하지만 구출 과정에서 사고로 ‘땡글이’ 아들인 ‘땡돌이’가 캐리비안 ‘과들루프’ 섬으로 발송되는 택배 박스에 실리게 된다.
아빠 ‘땡글이’와 거미 친구 ‘예민이’, 그리고 흑개미 ‘틈틈이‘는 ‘땡돌이’를 구하기 위해
긴급 구조 드림팀을 결성해 캐리비안으로 떠나게 되는데…!

## 출연
- 브루노 살로몬
- 티에리 프레몽